# Campus UnB Darcy Ribeiro

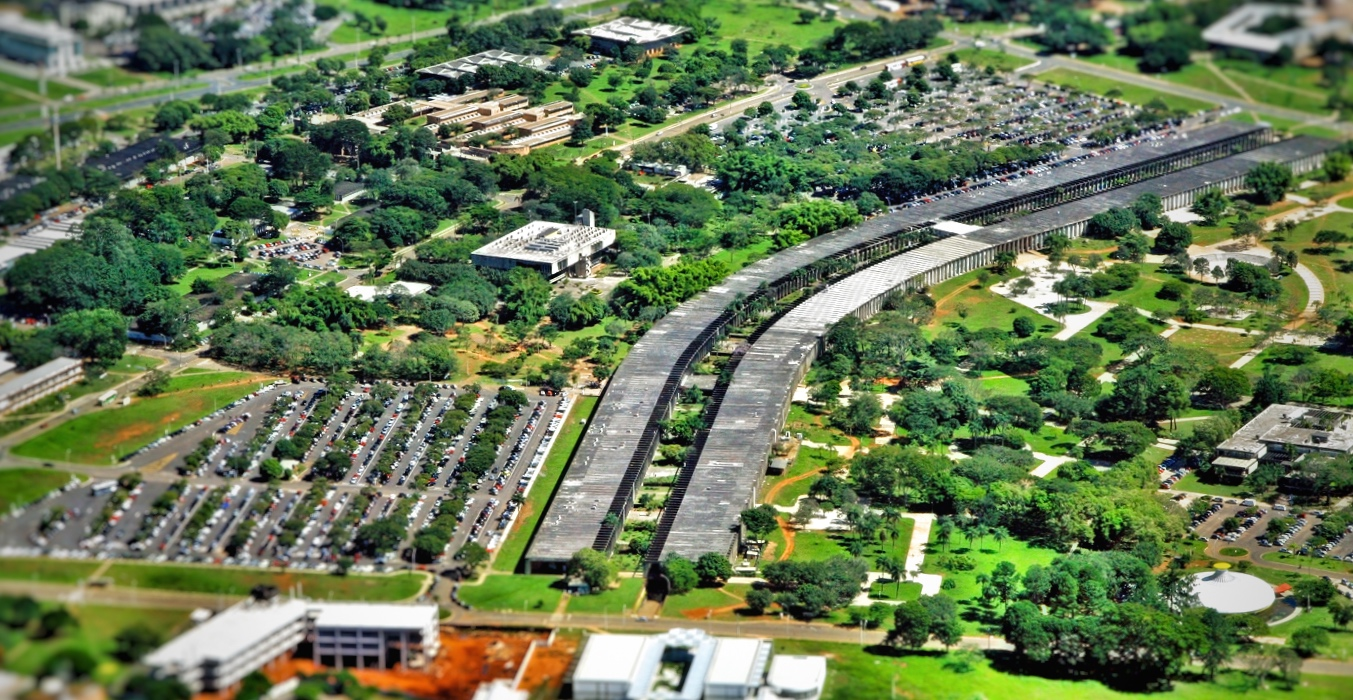
O Campus Darcy Ribeiro

O Campus Darcy Ribeiro é o campus mais antigo da Universidade de Brasília, abrigando a maioria dos cursos além dos órgãos administrativos e de apoio da instituição como Reitoria, e a Biblioteca Central. O nome do campus se deve ao fundador e primeiro reitor da universidade, o antropólogo e parlamentar Darcy Ribeiro, e lhe foi conferido em 1995. Teve seu primeiro vestibular em 1962.
Localizado na Asa Norte, é o maior e mais tradicional da UnB. 
Com cerca de 400 hectares e mais de 500 mil m² de área construída, abriga edifícios símbolos do ensino superior brasileiro, como o Instituto Central de Ciências, a Biblioteca Central da Universidade de Brasília e a Faculdade de Educação (FE), que ocupa os primeiros prédios da Universidade e o histórico Auditório Dois Candangos.
Mais de 50 mil pessoas circulam diariamente no “Darcy”. O campus, que abriga dezenas de institutos e faculdades, conta com quase 700 laboratórios, hospitais e Restaurante Universitário. Também é lá que estão a Casa do Estudante Universitário, os apartamentos funcionais da Colina e o complexo esportivo do Centro Olímpico.
É nessa imensidão entre a avenida L2 Norte e as margens do Lago Paranoá que estudantes, professores e técnicos integram uma das mais ativas comunidades acadêmicas do Brasil.  

## História

### Antes da abertura

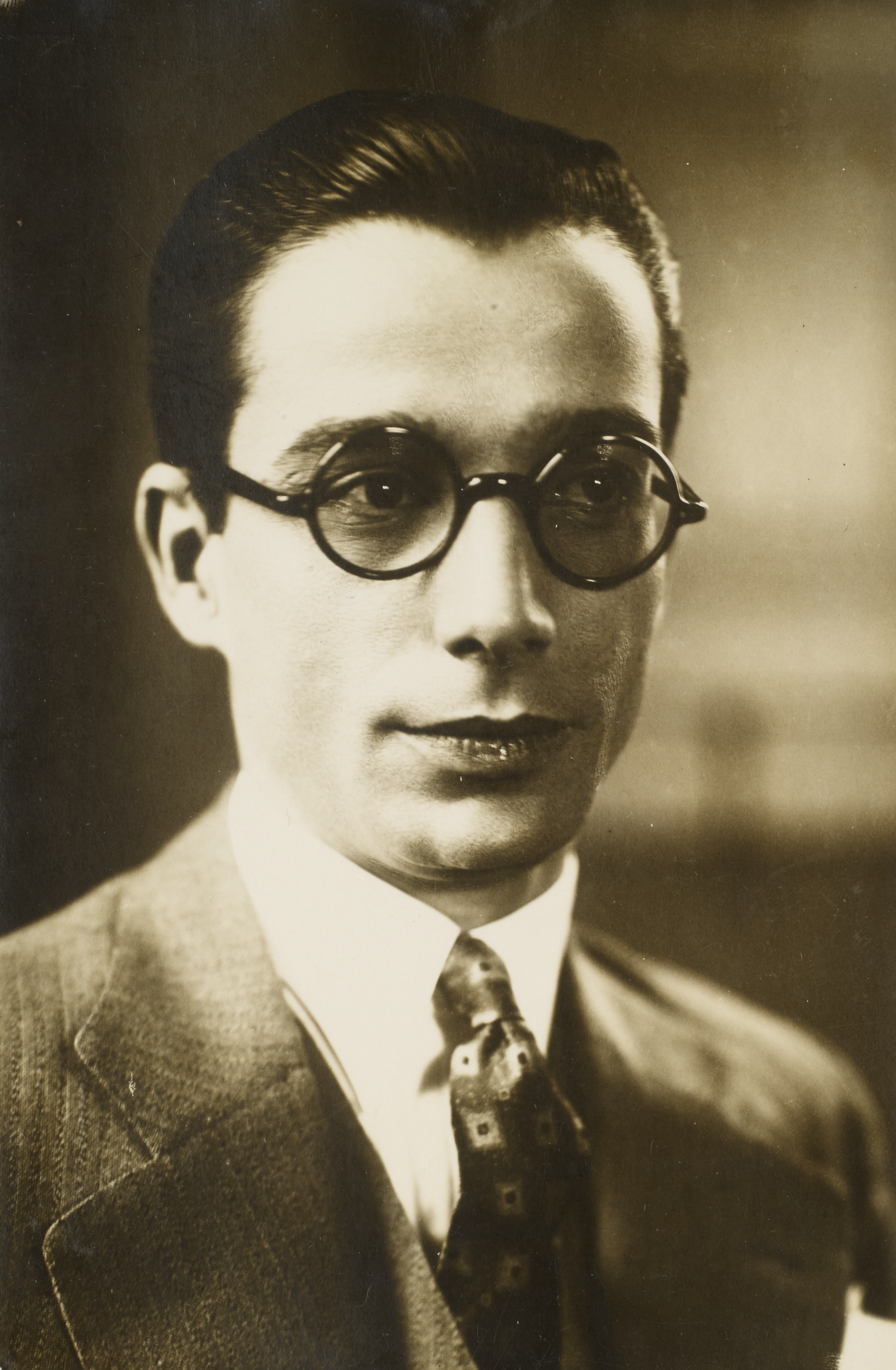
Anísio Teixeira foi um dos criadores da UnB.

A história do Campus Darcy Ribeiro se confunde com a história da própria UnB em boa parte dos seus 60 anos. A primeira menção a criação de uma universidade em Brasília, por mais que este fosse um equipamento essencial a uma capital de país, veio no Relatório Justificativo do Projeto de Lúcio Costa para o Plano Piloto. No item 9, o mesmo que descreve a Esplanada dos Ministérios, ele cita que a "Cidade Universitária" deveria ficar contigua ao Setor Cultural e ao Ministério da Educação, que por sua vez seria o último dos blocos. Essa é a única menção, sendo bastante vaga, no projeto da cidade. Quando Brasília começa a ser construída, a área para um campus universitário é reservada na Asa Norte, as margens do Paranoá, sendo paralela a área reservada para embaixadas na Asa Sul.
Como boa parte das novas instituições da capital, a Universidade de Brasília foi fundada com a promessa de reinventar a educação superior, entrelaçar as diversas formas de saber e formar profissionais engajados na transformação do país. A concepção da universidade veio das ideias do antropólogo Darcy Ribeiro e do educador Anísio Teixeira, que desejavam criar uma experiência educadora que unisse o que havia de mais moderno em pesquisas tecnológicas com uma produção acadêmica capaz de melhorar a realidade brasileira. As regras, a estrutura e concepção da Universidade foram definidas pelo Plano Orientador, uma espécie de Carta Magna, datada de 1962, e ainda hoje em vigor. Entretanto, mesmo com uma cidade universitária prevista no projeto original de Brasília, a proximidade com a Esplanada dos Ministérios atrapalhou a instalação.

Apenas em 15 de dezembro de 1961, o presidente da República João Goulart sancionou a Lei 3.998, que autorizou a criação da universidade. Darcy e Anísio convidaram cientistas, artistas e professores das mais tradicionais faculdades brasileiras para assumir o comando das salas de aula da jovem UnB. A estrutura administrativa e financeira era amparada por um conceito que era novo nos anos 1960 e hoje é, senão regra, o objetivo de todas as universidades: a autonomia universitária. Organizada como uma fundação, a UnB ficaria menos burocrática e atenderia melhor as necessidades. Entretanto, faltava o projeto dos prédios. O Centro de Estudos e Planejamento Arquitetônico e Urbanístico da UnB (CEPLAN) é criado em 1962 para conduzir as obras.

Oscar Niemeyer dirigiu o CEPLAN, tendo sido responsável pela criação do ICC.

### Os projetos de campus
Para criar o campus, Lúcio Costa foi chamado em 1962 para fazer o que foi chamado de Plano Piloto da Universidade de Brasília. Esse plano previa um campus-parque, com as edificações dispersas num grande gramado, com as posições definidas num arruamento. Os prédios de serviços gerais ficariam no oeste do campus, assim como o centro esportivo. Entre o centro esportivo e o grande gramado seriam colocadas as residenciais universitárias para professores e alunos. Também haveria uma área destinada as casas da cultura e da língua, numa área a parte. Haveria ainda uma praça maior, no leste, entre a via L3 norte e o grande gramado, onde ficariam os prédios administrativos que seriam de uso comum entre a universidade e o resto da cidade.

Essa proposta é parcialmente realizada, com uma alteração importante feita por Oscar Niemeyer, que tinha passado a dirigir o CEPLAN em 1963: a junção de vários prédios de institutos, que estariam dispersos na proposta de Costa, num único e enorme prédio. Foi ai que os prédios de Química, Física, Matemática e Biologia se tornaram o Instituto Central de Ciências (ICC), com setecentos metros de comprimento. Esse prédio modificaria os fluxos do campus: ao mesmo tempo que integrava os alunos, concentrava eles num único ponto do campus.

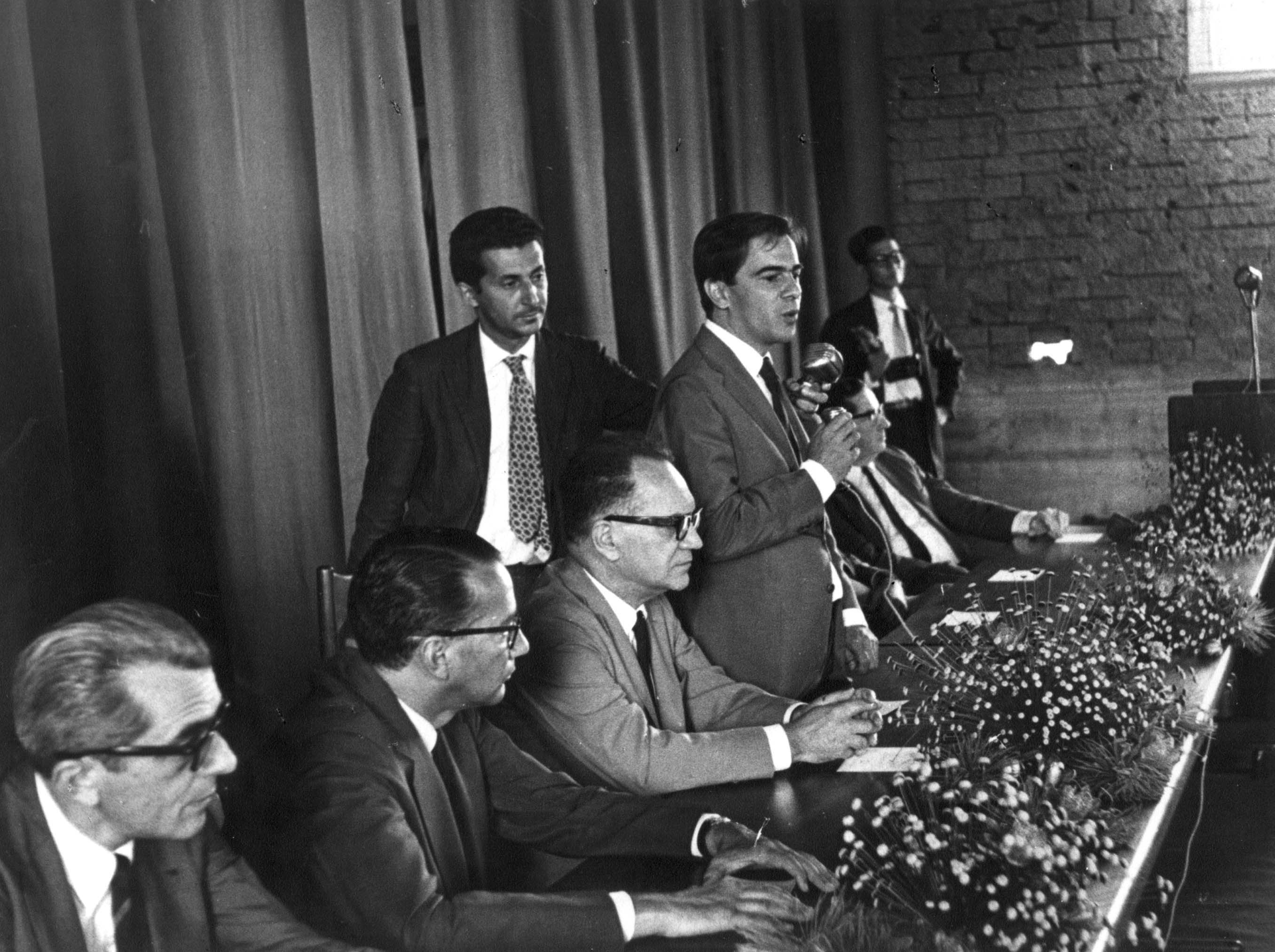
Darcy Ribeiro discursa na inauguração da UnB

### Abertura
A inauguração da UnB, em 1962, foi, tal qual a própria cidade dois anos antes, feita em meio a obras ainda sendo feitas. O Auditório Dois Candangos, onde ocorreu a cerimônia de inauguração, foi finalizado 20 minutos antes do evento, marcado para às 10h. 

Em 1963, começam as obras do Instituto Central de Ciências. Em 1964, Niemeyer modifica mais uma vez o plano de Lúcio Costa, colocando a praça maior perto do Instituto Central de Ciências e reduzindo os prédios nela a apenas quatro: Biblioteca Central, Aula Magna, Reitoria e Museu da Civilização Brasileira. Algumas unidades que ainda estavam dispersas no campus são unidas em quatro grupos: Ciências Médicas, Artes e Arquitetura, Ciências Humanas e Tecnologia. Enquanto algumas delas tem seus blocos concluídos, outras são alocadas no ICC mais tarde. Em 1964 também é incorporado pelo campus a área do Centro Olímpico da Juventude.

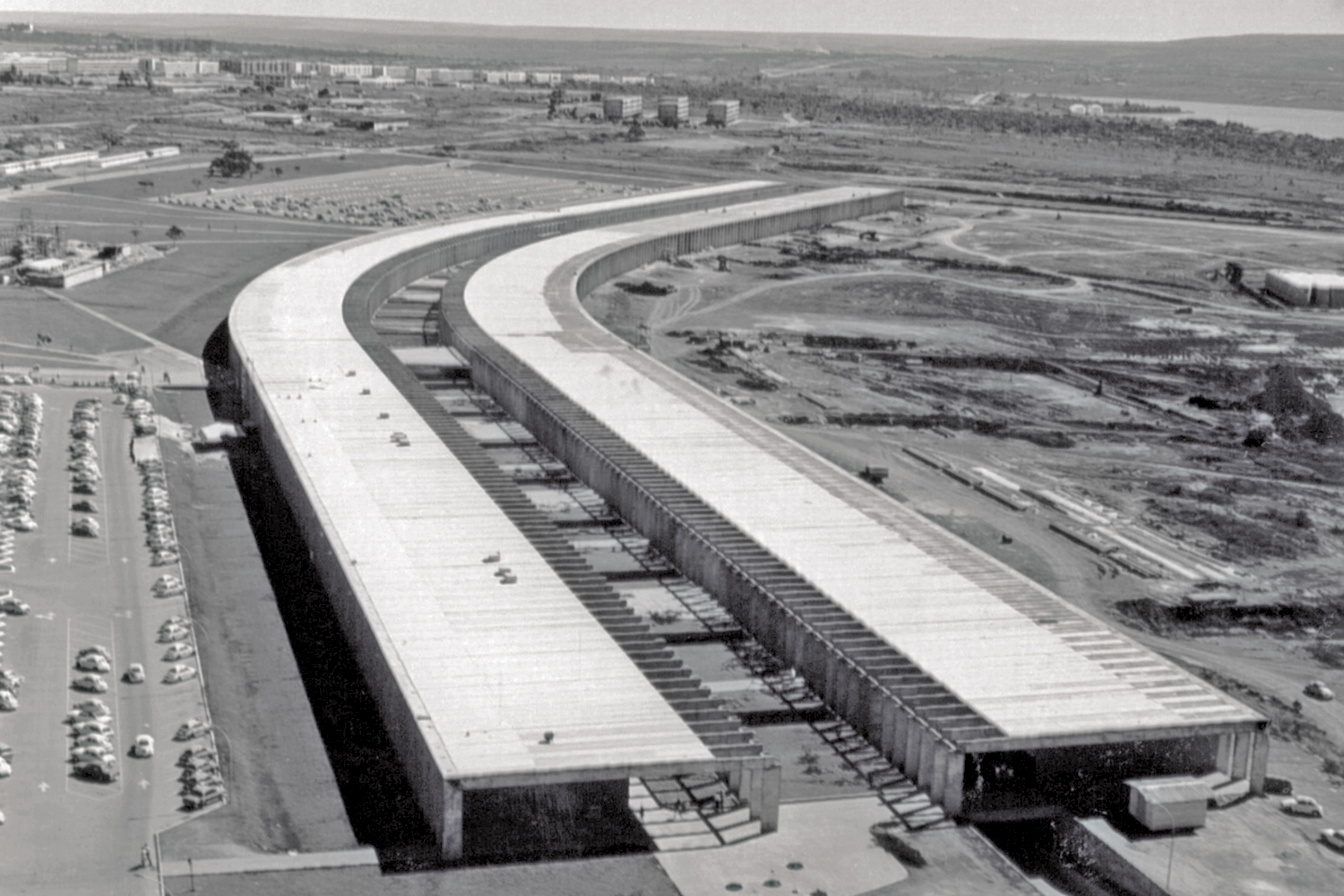
Vista aérea do Instituto Central de Ciências da UnB em 1972.

### Regime Militar
O golpe militar em 1964 traria anos difíceis para a Universidade de Brasília. O campus Darcy Ribeiro foi invadido e cercado várias vezes por policiais militares e do Exército. No dia 18 de outubro de 1965, de uma vez só, 79% do corpo docente foi perdido após a demissão de 15 docentes, 209 professores e instrutores que se desligaram da universidade, em protesto contra a repressão sofrida. O Centro de Estudos e Planejamento Arquitetônico e Urbanístico da UnB foi desativado, reabrindo apenas em 1969. 
As aulas no campus foram várias vezes interrompidas pelas invasões. Em 1968, ano marcado por passeatas e protestos contra o regime militar, os alunos pretendiam mostrar o que acontecia na UnB. Em agosto, o então reitor Caio Benjamin Dias, alegando que não conseguia controlar os estudantes, pediu intervenção da polícia que invadiu o campus. 
A segunda invasão do campus foi mais violenta, tendo sido desencadeada pela morte do estudante secundarista Edson Luis de Lima Souto no  Rio de Janeiro, quando a Polícia Militar invadiu o restaurante Calabouço. Na ocasião, cerca de três mil alunos se reuniram no campus para protestar e dar o nome de Edson à praça localizada entre a Faculdade de Educação e a quadra de basquete. Esse foi o estopim para o decreto da prisão de sete universitários, incluindo Honestino Guimarães. A UnB foi invadida por agentes das Polícias Militar, Civil, Exército e do Departamento de Ordem Política e Social (Dops), que detiveram mais de 500 pessoas na quadra de basquete. Ao todo, 60 delas acabaram presas, e o estudante Waldemar Alves foi baleado na cabeça, tendo passado meses em estado grave no hospital. 
Novas invasões ao campus aconteceram em 1977, quando tropas militares invadiram a universidade, prendendo estudantes e intimando professores e funcionários. 
Paralelamente, em 1969 novas mudanças físicas acontecem no campus, com a transferência do setor residencial estudantil para próximo do centro esportivo, deixando a região conhecida como Colina para as residências dos professores. Na década de 1970, foram criados 14 novos cursos de graduação, o que representou aumento de 82% em relação a 1962. Em 1971, a administração da UnB resolve mudar a praça maior de posição, colocando a leste do ICC, contrariando a ideia original de fazer da praça a chegada pra quem vinha da cidade pela via L3. Em 1972, foi concluído um plano de expansão do campus. Em 1974, em mais mudanças arbitrarias, o plano envolvendo a praça maior original e o ICC como centros estruturadores do campus é abandonado em prol de um eixo norte-sul formado, além do ICC, por alguns prédios como os das Faculdades de Ciências da Saúde e Tecnologia.

### Redemocratização
O início da década de 1980 foi marcado pela tentativa de redemocratização da Universidade. Em maio de 1984, o professor Cristovam Buarque foi o primeiro reitor a ser eleito pela comunidade universitária, assumindo a Reitoria em 26 de julho de 1985. O fim da ditadura também dá novo fôlego ao planejamento do campus, que retoma o ICC como elemento central de estruturação do desenho urbano.
Em março de 1989, foi criado o primeiro curso noturno na UnB, o de Administração. A partir daí, durante a década de 1990, foram criados mais 13 cursos noturnos.

## Área

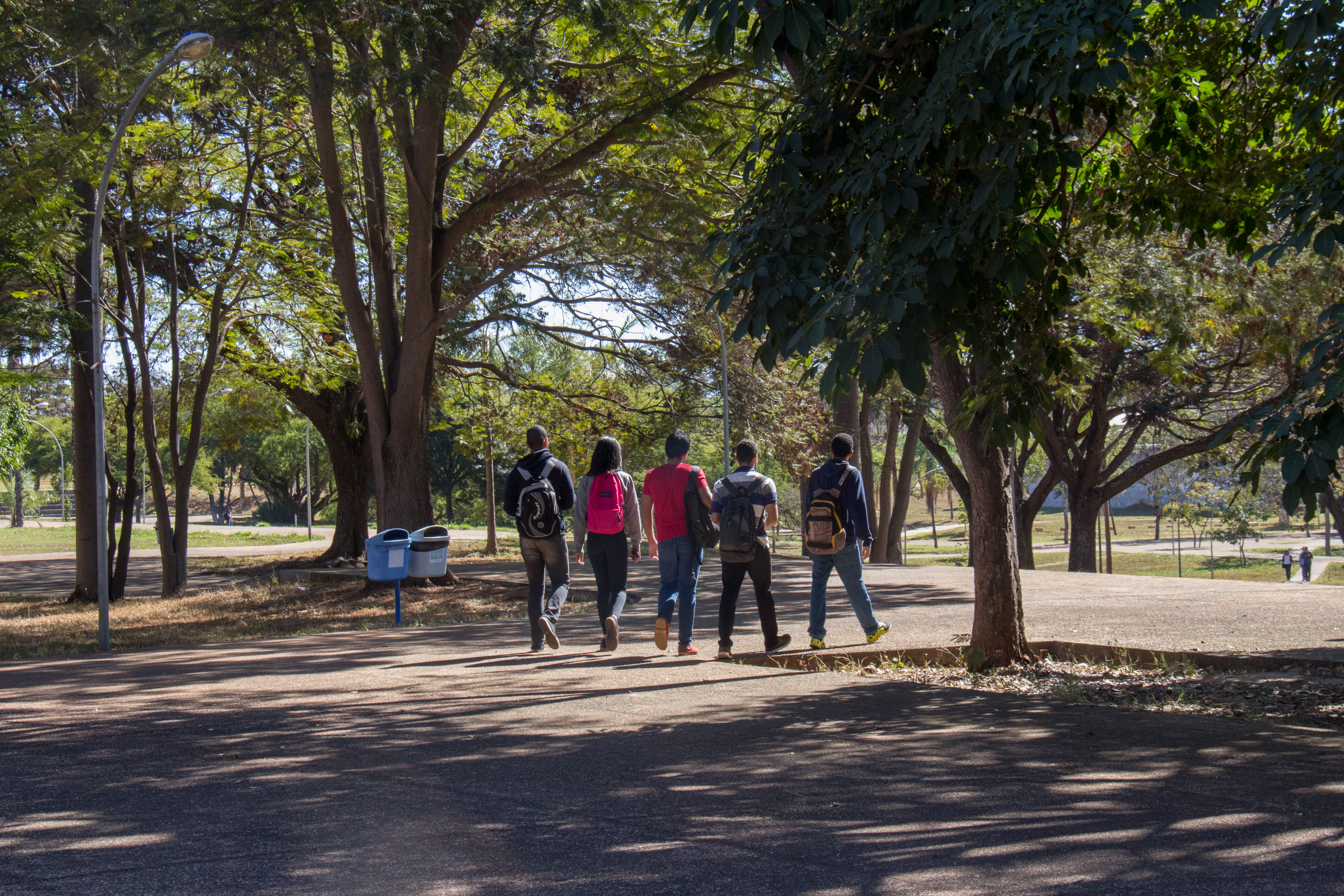
Jardins entre o ICC e a Reitoria.

Possui uma área total de 3.950.569,07 m².
- Área gramada 	1.650.000 m²
- Área de laboratório 	32.138 m²
- Área total construída 	513.767, 16 m²

## Cursos Presenciais
São ofertados pela Universidade de Brasília nesse campus os seguintes cursos de graduação presenciais:
- Administração
- Agronomia
- Arquitetura e Urbanismo
- Arquivologia
- Artes Cênicas
- Artes Visuais
- Biblioteconomia
- Ciência da Computação
- Ciência Política
- Ciências Ambientais
- Ciências Biológicas
- Ciências Contábeis
- Ciências Econômicas
- Farmácia
- Ciências Sociais
- Comunicação Organizacional
- Comunicação Social
- Design
- Direito
- Educação Física
- Enfermagem
- Engenharia Ambiental
- Engenharia Civil
- Engenharia de Computação
- Engenharia de Redes de Comunicação
- Engenharia de Produção
- Engenharia Elétrica
- Engenharia Florestal
- Engenharia Mecânica
- Engenharia Mecatrônica
- Engenharia Química
- Estatística
- Filosofia
- Física
- Geofísica
- Geografia
- Geologia
- Gestão de Políticas Públicas
- Gestão de Agronegócio
- Gestão em Saúde Coletiva
- História
- Letras (Espanhol, Francês, Inglês, Japonês, Português)
- Letras - Línguas Estrangeiras Aplicadas
- Letras - Tradução (Espanhol, Francês, Inglês)
- Matemática
- Medicina
- Medicina Veterinária
- Museologia
- Música
- Nutrição
- Odontologia
- Pedagogia
- Psicologia
- Química
- Química Tecnológica
- Relações Internacionais
- Serviço Social
- Teoria, Crítica e História da Arte
- Turismo

## Setores

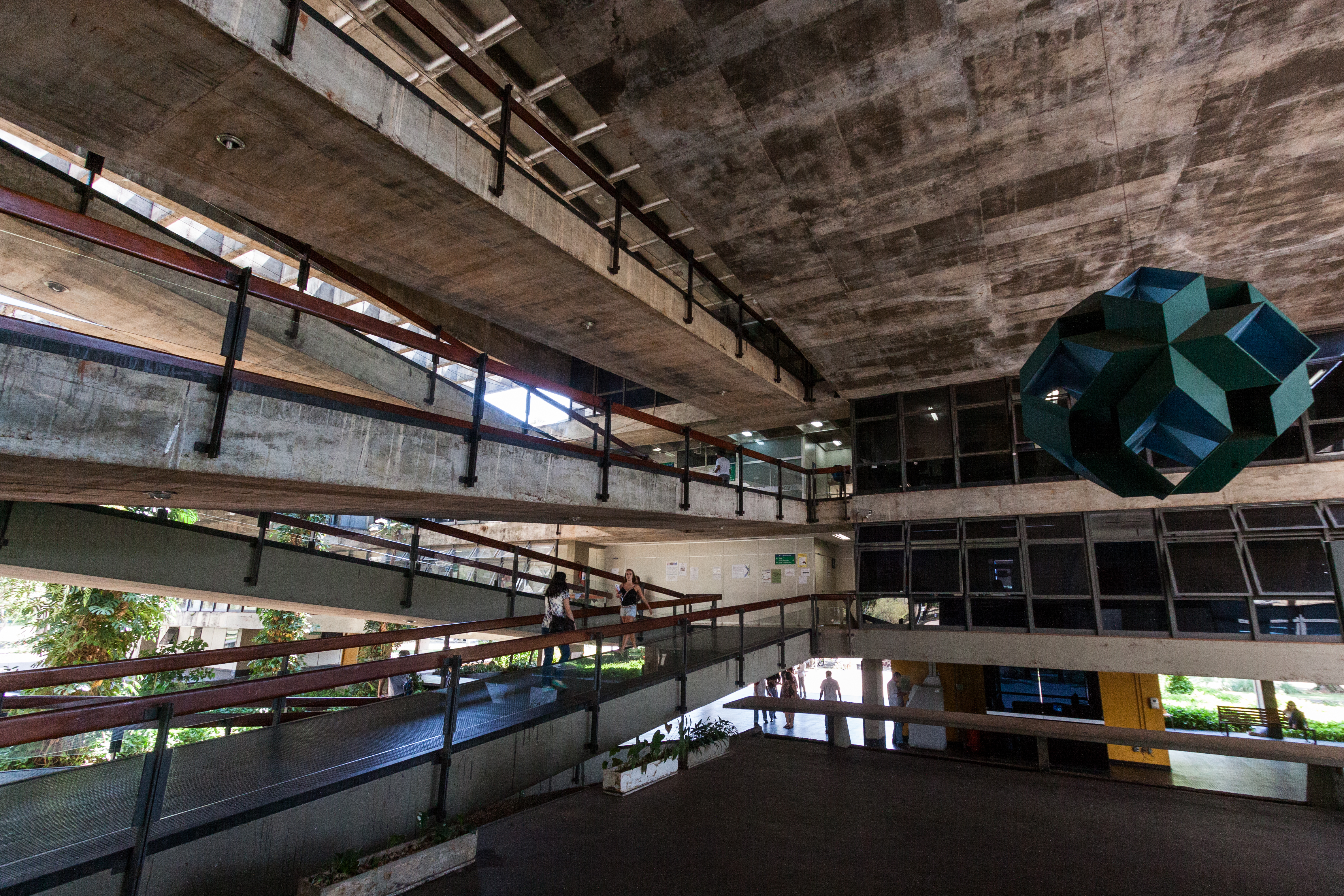
Interior da Reitoria.

O Campus Darcy Ribeiro é dividido em vários setores.

### Setor Centro

#### Reitoria
O prédio da reitoria da UnB foi projetado por Paulo de Melo Zimbres com colaboração de Érico Paulo Siegmar Weidle, Josué de Carvalho Macedo e Vera Lúcia Braun Galvão e construído entre 1972 a 1975. 

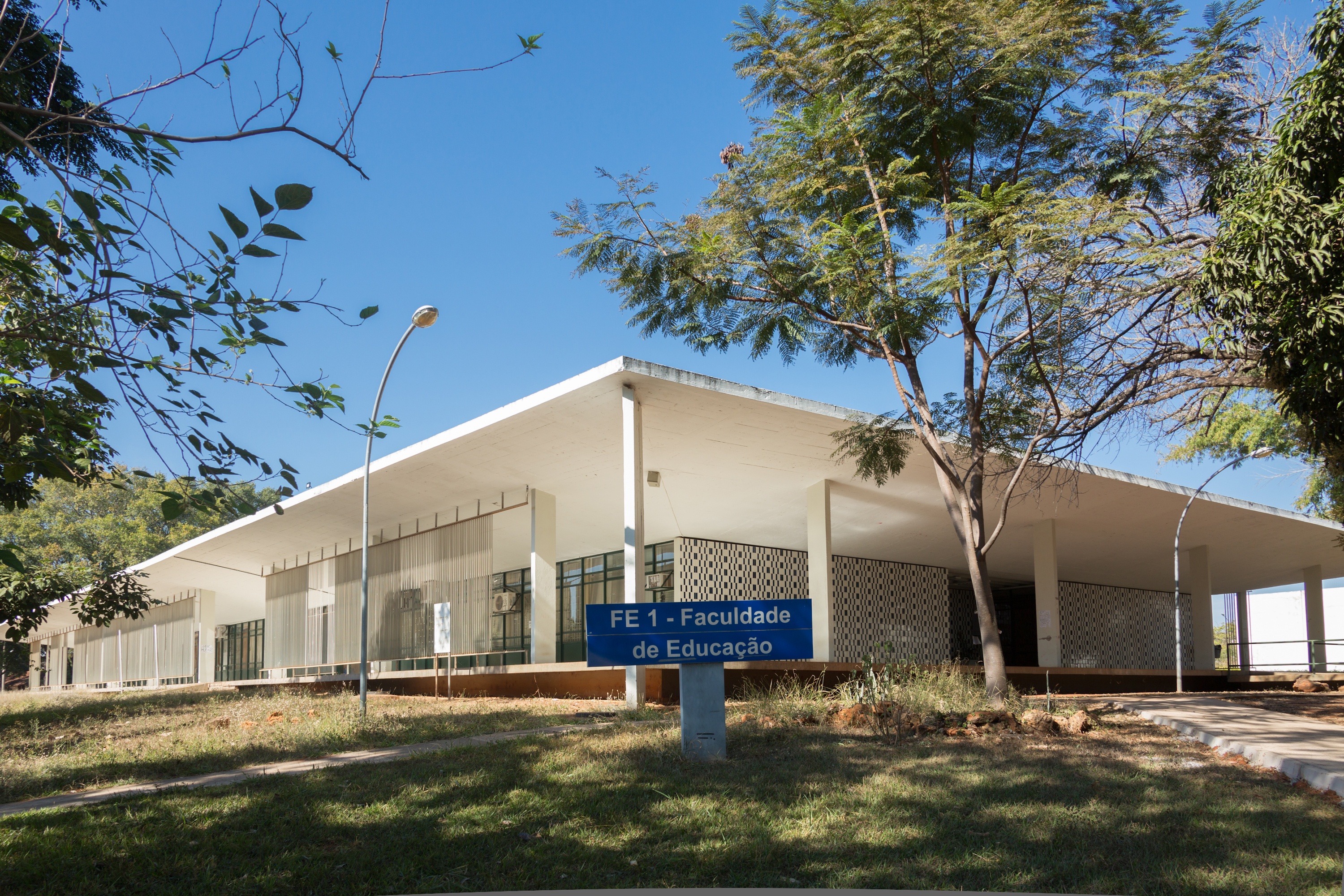
A Faculdade de Educação.

#### Faculdade de Educação
Formada por três blocos, FE1, FE3 e FE5. Todos os blocos foram projetados em 1961 por Alcides da Rocha Miranda, José Manuel Kluft Lopes da Silva e Luís Humberto Martins Pereira com colaboração de Alex Peirano Chacon. Abertos em 1962, estão entre os primeiros prédios concluídos da UnB. O FE1 tem apenas um pavimento, enquanto o FE3 tem três, e foi usado pela reitoria como sede provisória até 1975. Já o FE5, também com um pavimento, sedia o primeiro auditório da universidade, o Dois Candangos, cujo nome homenageia os pedreiros Expedito Xavier Gomes e Gedelmar Marques, que morreram soterrados em um acidente durante as obras. Nesse auditório aconteceu a abertura da universidade, em 1962.

O local também é sede da revista Linhas Críticas, periódico científico fundado em 1995 pela direção da Faculdade de Educação. A revista atualmente funciona exclusivamente online e publica artigos, ensaios, entrevistas e resenhas de livro em português, espanhol e inglês em acesso aberto e sem cobrança de quaisquer taxas dos autores.

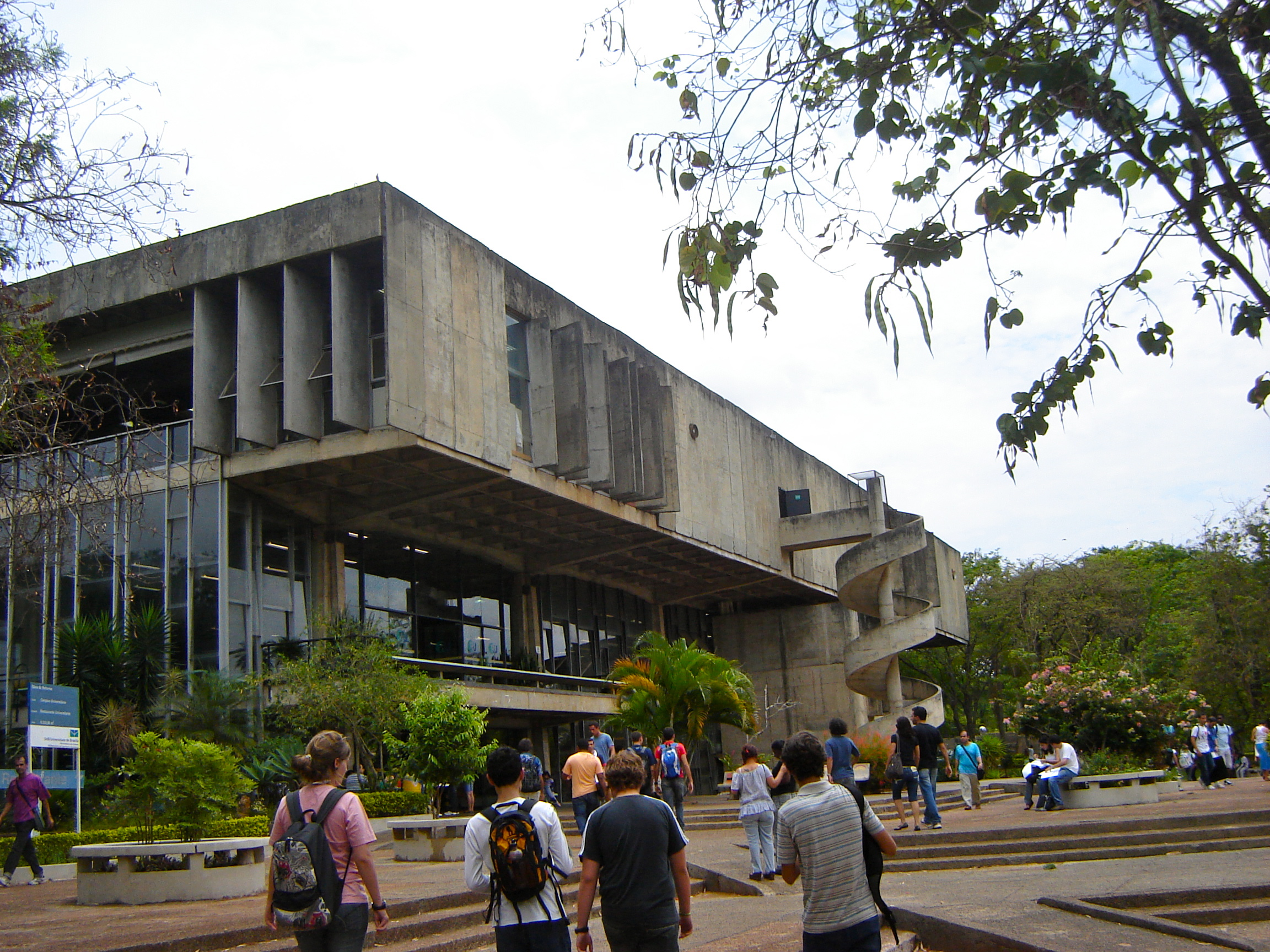
Restaurante Universitário.

#### Restaurante Universitário da UnB
Inaugurado em 1975, o RU tem uma área de 6.333m, com a seguinte infraestrutura: Quatro andares, sendo três andares com dois refeitórios, um andar onde funciona a administração e a cozinha central; Três cozinhas-minuto; Seis caixas para venda de tíquetes, sendo quatro no térreo e duas no primeiro andar; Três varandas, com vistas para o leste, para o oeste e para o sul; Um mezanino, com dois ambientes; Um guarda-volumes; Uma área de manobra de veículos para carga e descarga de gêneros alimentícios; Um banheiro masculino e um banheiro feminino; Áreas para descanso, com televisão, com rede sem fio, com cafezinho e com atividades culturais.
Ofertando aos alunos, profissionais e visitantes café da manhã, almoço e janta, possui capacidade de cerca de 2.500.000 refeições anuais.

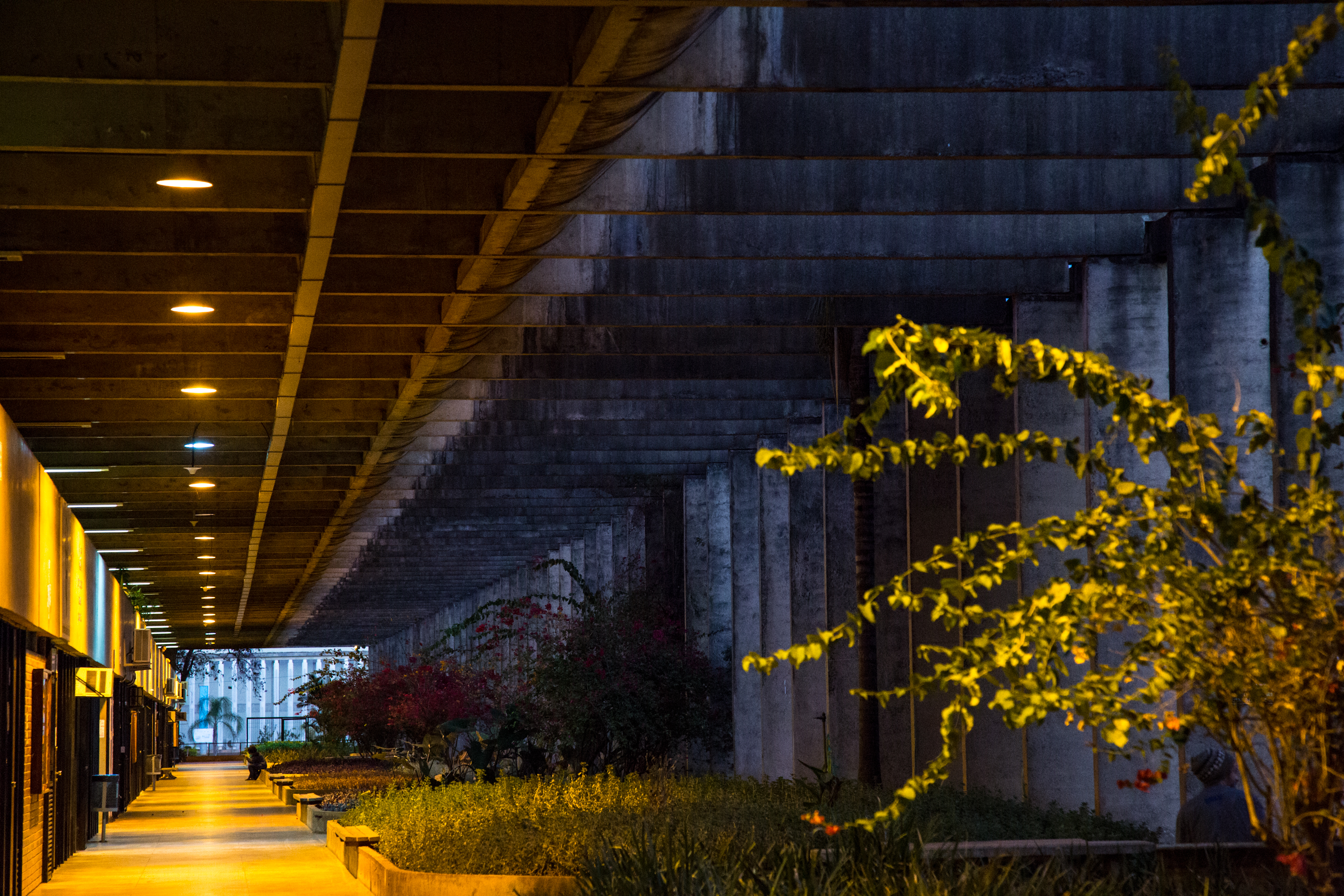
Instituto Central de Ciências (ICC).

#### Instituto Central de Ciências (ICC)
Também é conhecido como Minhocão, é o principal prédio acadêmico da Universidade de Brasília. Desenhado por Oscar Niemeyer, originalmente estava prevista a construção de dois auditórios para quinhentas pessoas e a criação de uma série de laboratórios na área central, que não puderam ser construídos por causa da ocupação do subsolo por salas de aula e pela pista.
A construção durou cerca de oito anos. Iniciou-se em junho de 1963 e ficou pronta em 1971. O prédio começou a ser ocupado quando a estrutura ficou pronta, inicialmente pela psicologia e pela biologia. Como a universidade não tinha recursos para fazer outros edifícios, resolveu-se colocar no minhocão as áreas que precisavam de mais espaço. Abriga sete institutos (de Ciências Exatas, de Ciências Humanas, de Ciências Sociais, de Física, de Geociências, de Letras e de Psicologia) e três faculdades (de Comunicação, de Agronomia e Veterinária e de Arquitetura e Urbanismo).

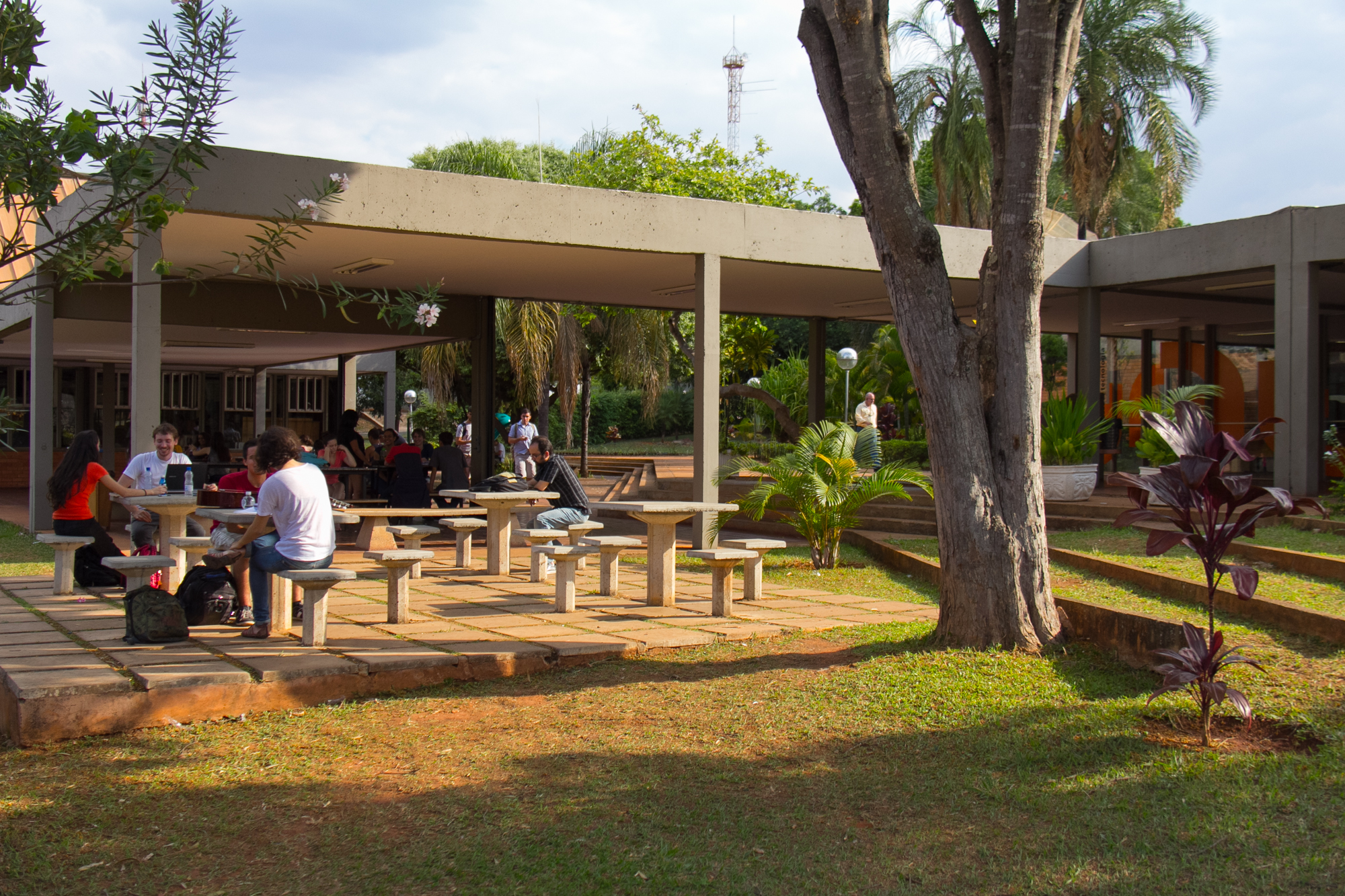
Faculdade de Tecnologia (FT).

#### Faculdade de Tecnologia (FT)
Construído entre 1974 e 1977, a faculdade é composta por um prédio principal, formado por blocos intercalados de jardins, e três blocos independentes. Seu projeto é de Érico Paulo Siegmar Weidle e Adilson Costa Macedo.

#### OCA II
Os pavilhões OCA I e II, de madeira, foram feitos em 1962 e foram os primeiros prédios da UnB, tendo sido usados como alojamento e espaços para atividades administrativas e de serviços comunitários. A OCA I pegou fogo, e a remanescente OCA II é usado pela segurança do campus, mas deve se tornar o Museu Histórico da Universidade no futuro. Seu projeto é de Sérgio Rodrigues.

#### Serviços Gerais (SG)

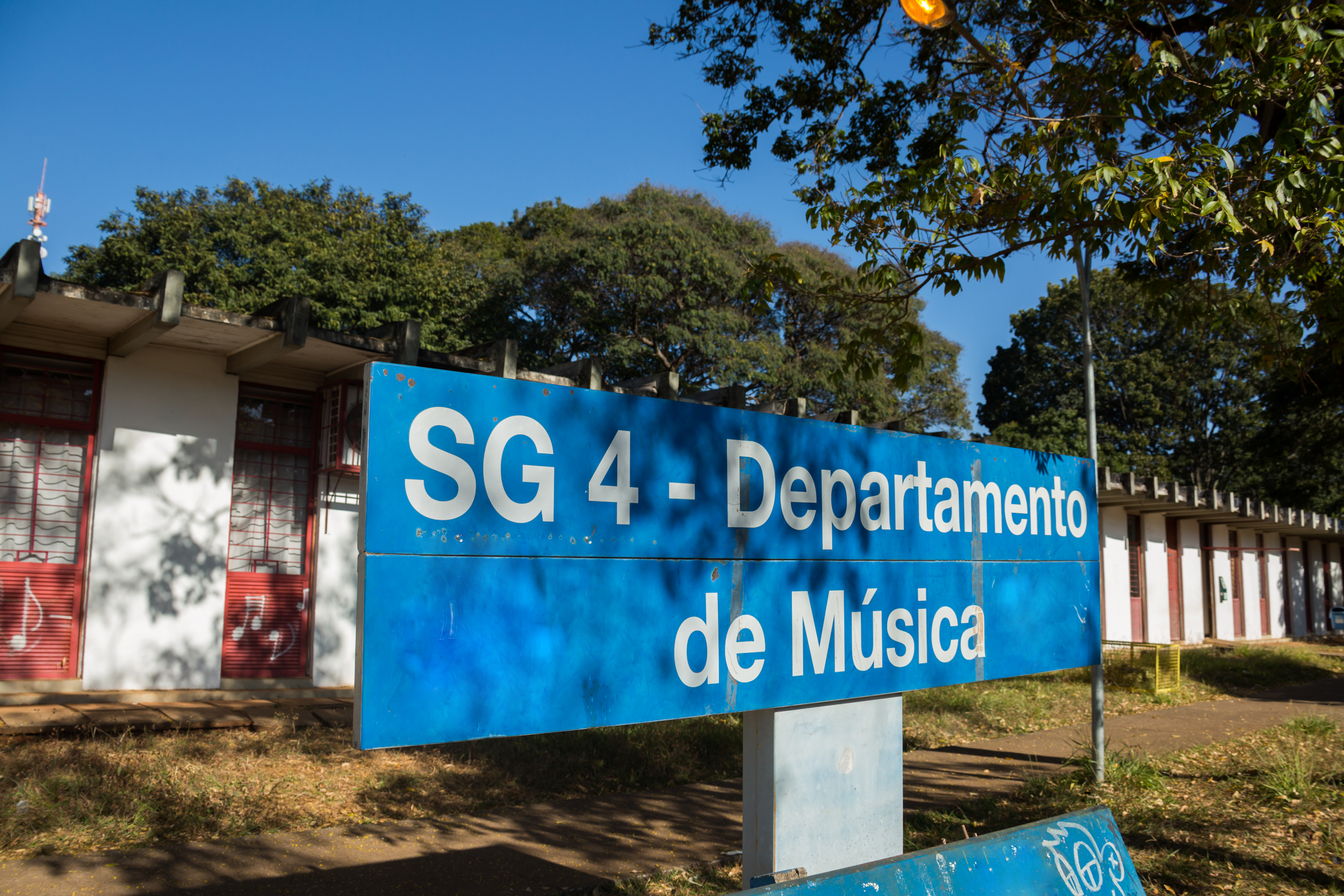
O Departamento de Música no SG4.

É um conjunto de edificações, construídos na década de 1960, para abrigar atividades da universidade recém-aberta.
Os prédios SG1, SG2, SG4 e SG8 foram projetados por Oscar Niemeyer com a colaboração de João Filgueiras Lima, o Lelé, e o paisagismo original de Alda Rabelo, e são usados pelo Instituto de Artes (IdA). O SG8 tem um auditório de música. Eles também fizeram o SG10, que é a sede do Centro de Planejamento Oscar Niemeyer (CEPLAN), responsável pela gestão urbana do campus. 
Já os galpões SG 9, SG 11 e SG 12 foram projetados diretamente por Lelé. Na atualidade, eles sãos usados por laboratórios vinculados à Faculdade de Tecnologia (FT), sendo que o SG9 tem estrutura comum e os outros dois tinham mezaninos atirantados nas vigas de cobertura, permitindo uma maior flexibilidade de uso. Todos tem dois pavimentos. O SG11 foi usado, até os anos 1970, pelos Institutos de Biociências, Física e Química, que depois migraram para o ICC. Já o SG12 foi o espaço provisório da Biblioteca Central, do Instituto de Ciências Humanas e do Instituto de Letras, que também deixaram o local nos anos 1970.

#### Quadra de Esportes José Maurício Honório Filho
A Quadra de Esportes foi também uma das primeiras construções do campus, feita na mesma época que a Faculdade de Educação e as OCAs. Foi o local da detenção dos alunos na invasão do campus em agosto de 1968.

#### Teatro de Arena Honestino Guimarães

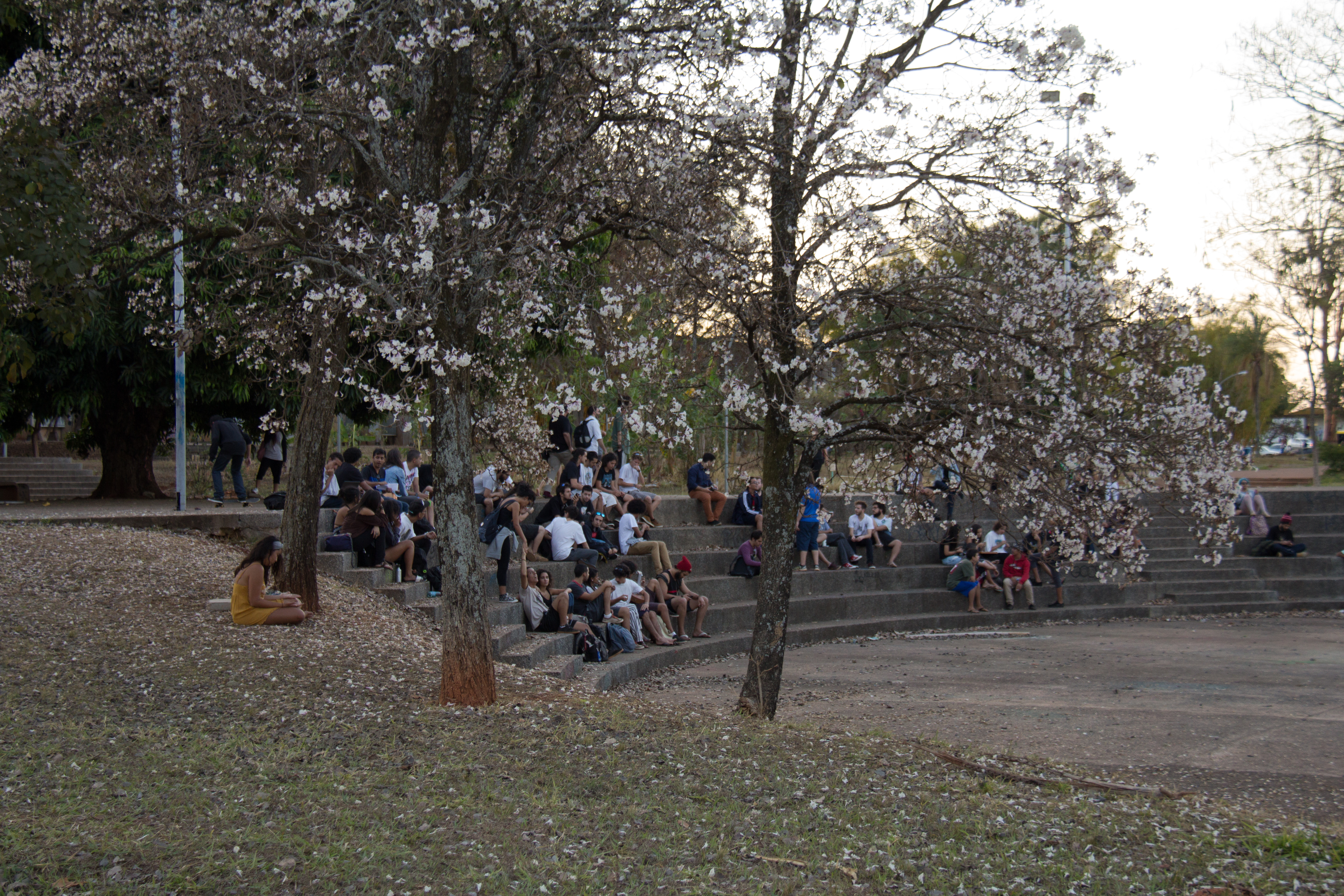
O Teatro de Arena Honestino Guimarães.

Com projeto paisagístico de Fernando Chacel, fica entre o ICC e a Biblioteca Central. É um importante espaço de apresentações e reuniões ao ar livre, tendo sido aberto em 1974 e renomeado com o nome de Honestino Guimarães em 1997.

#### Memorial Darcy Ribeiro (Beijódromo)

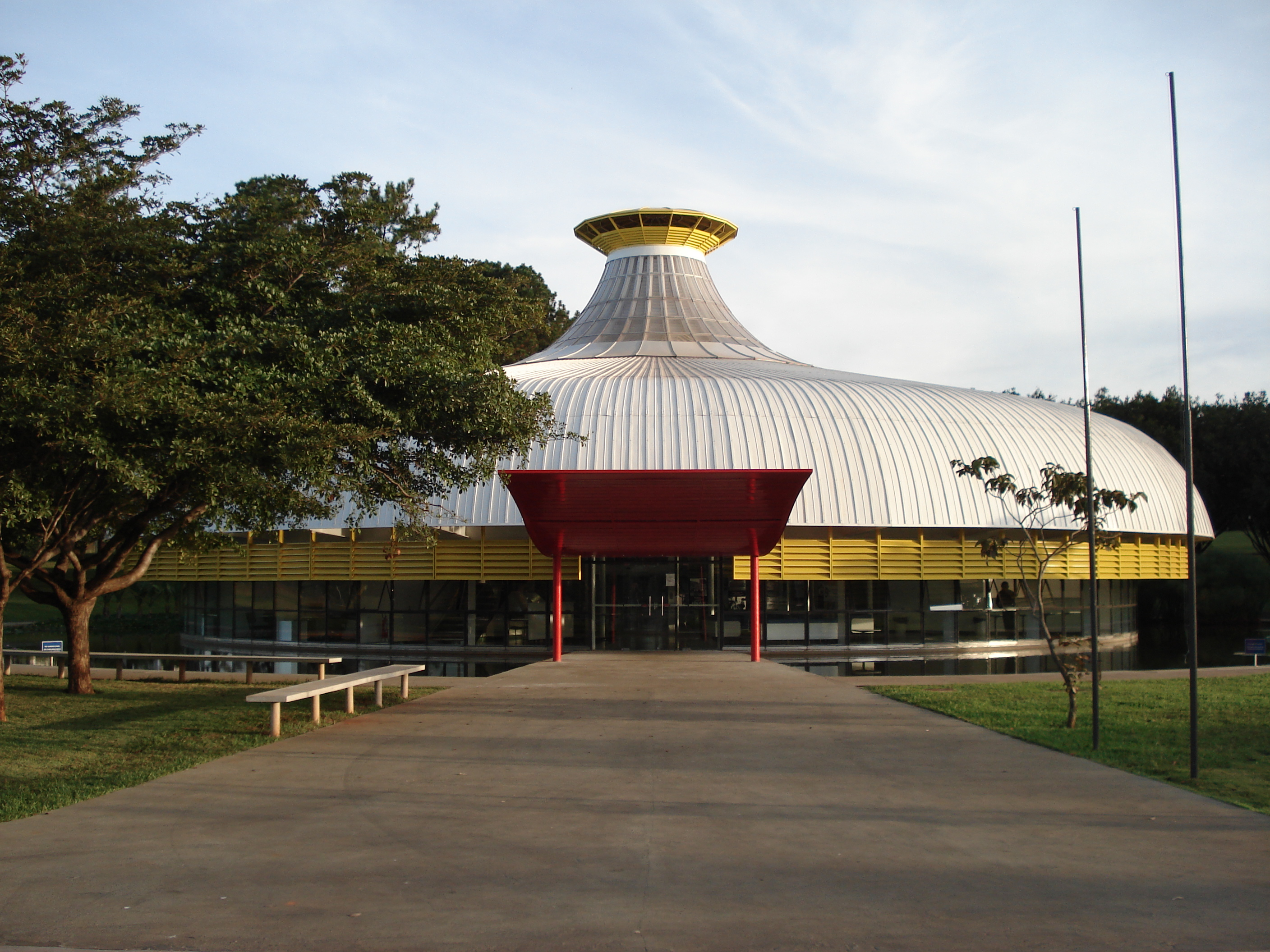
O Memorial Darcy Ribeiro (Beijódromo).

Projetado por João Filgueiras Lima, o Lelé, em homenagem a um dos criadores da UnB, tem biblioteca, espelho d’água, salas de aula, espaço para descanso e apresentações. O apelido foi dado pelo próprio Darcy durante a concepção do projeto, que foi inaugurado em 2010.

#### Biblioteca Central (BCE)

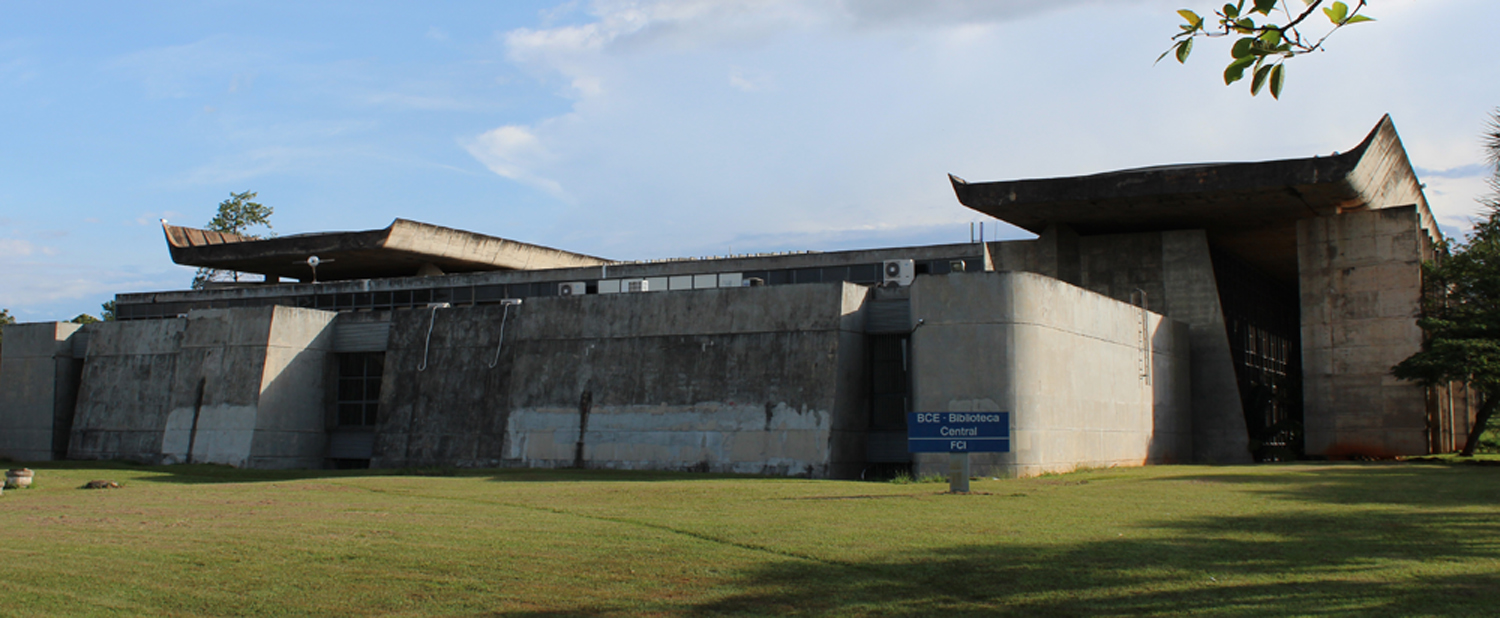
A Biblioteca Central

A edificação compõe a Praça Maior da UnB. O partido arquitetônico adotado é de um grande bloco de concreto aparente que abriga a Biblioteca Central (BCE) e a Faculdade de Ciência da Informação (FCI). Inaugurada em 1973, foi projetada 1969 por José Galbinski, com a colaboração de Miguel Alves Pereira, Jodete Rios Sócrates e Walmir Santos Aguiar.

#### Centro de Vivência
Dos três blocos previstos, dois foram construídos: o Bloco A, projetado por Fábio Savastano, Natália Marques e Mauro Nakashima, ainda está em obras, e o Bloco C, construído em 1992, tem projeto de Eurico João Salviatti e Nícia Paes Bormann e abriga a Editora da UnB.

#### Oficinas Especiais
Prédio onde fica o Departamento de Artes Cênicas. Seria parte de um Complexo das Artes, mas acabou sendo o único prédio do complexo executado, em 2002. O projeto é de Cláudio Villar de Queiroz e co-autoria de Tânia Regina Fraga. 

#### Praça Edson Luís e Praça Chico Mendes
Duas praças que simbolizam momentos de luta da universidade. A primeira homenageia, por decisão de uma assembleia de estudantes da UnB, o estudante secundarista Edson Luís Lima Souto, morto no período da Ditadura Militar. Tem uma escultura em bronze chamada “Monumento à Cultura”, de Bruno Giorgi. A segunda foi feita em regime de mutirão por funcionários, professores e alunos da UnB durante uma greve, sendo inaugurada em julho de 1991. 

#### Casa do Professor
A Sede da Associação dos Docentes da UnB (ADUnB), projetada é de Raimundo Nonato Veloso. Em 2005 foi inaugurado o prédio principal, e em 2016 foi aberto o auditório com 520 lugares.

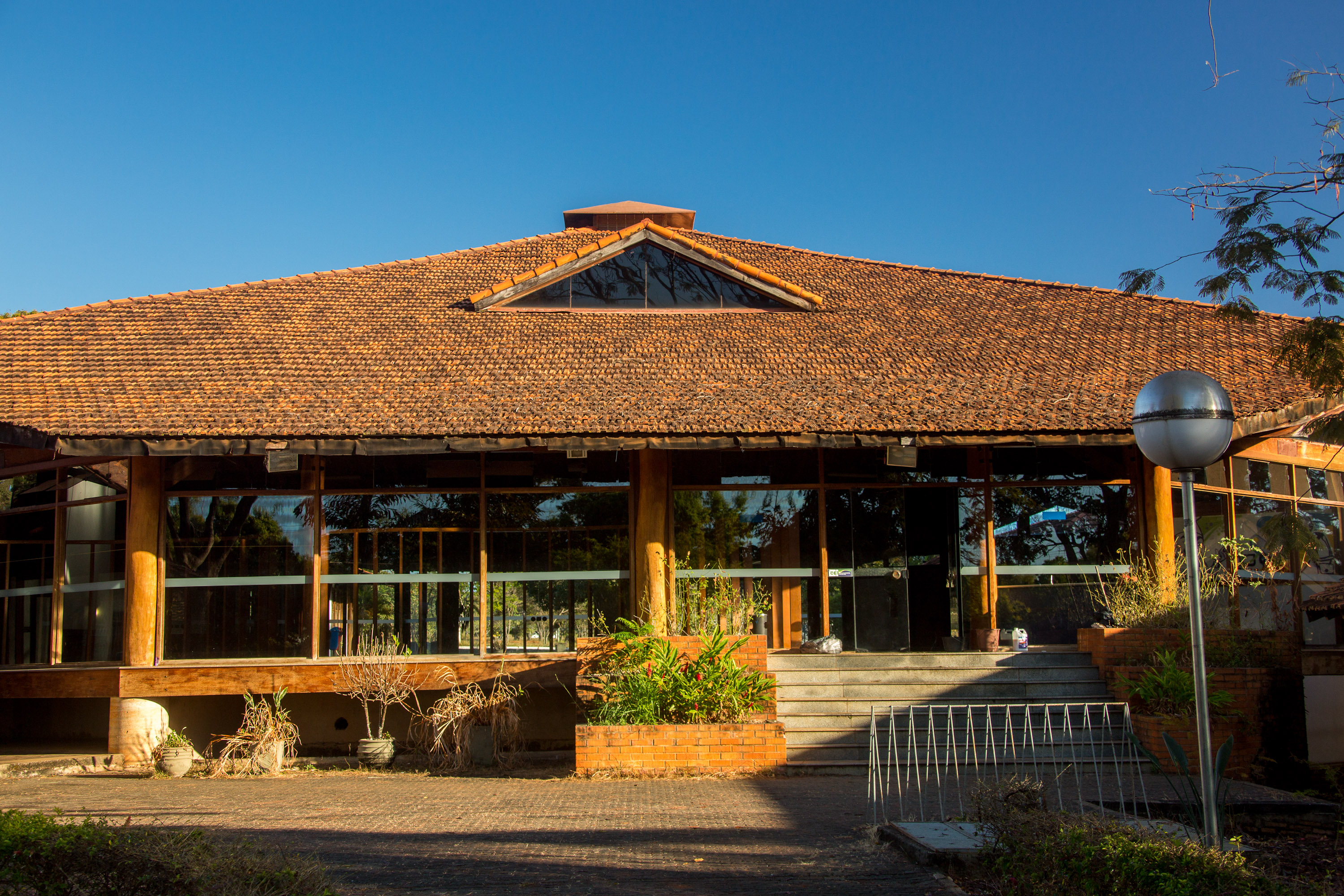
O Centro de Excelência em Turismo.

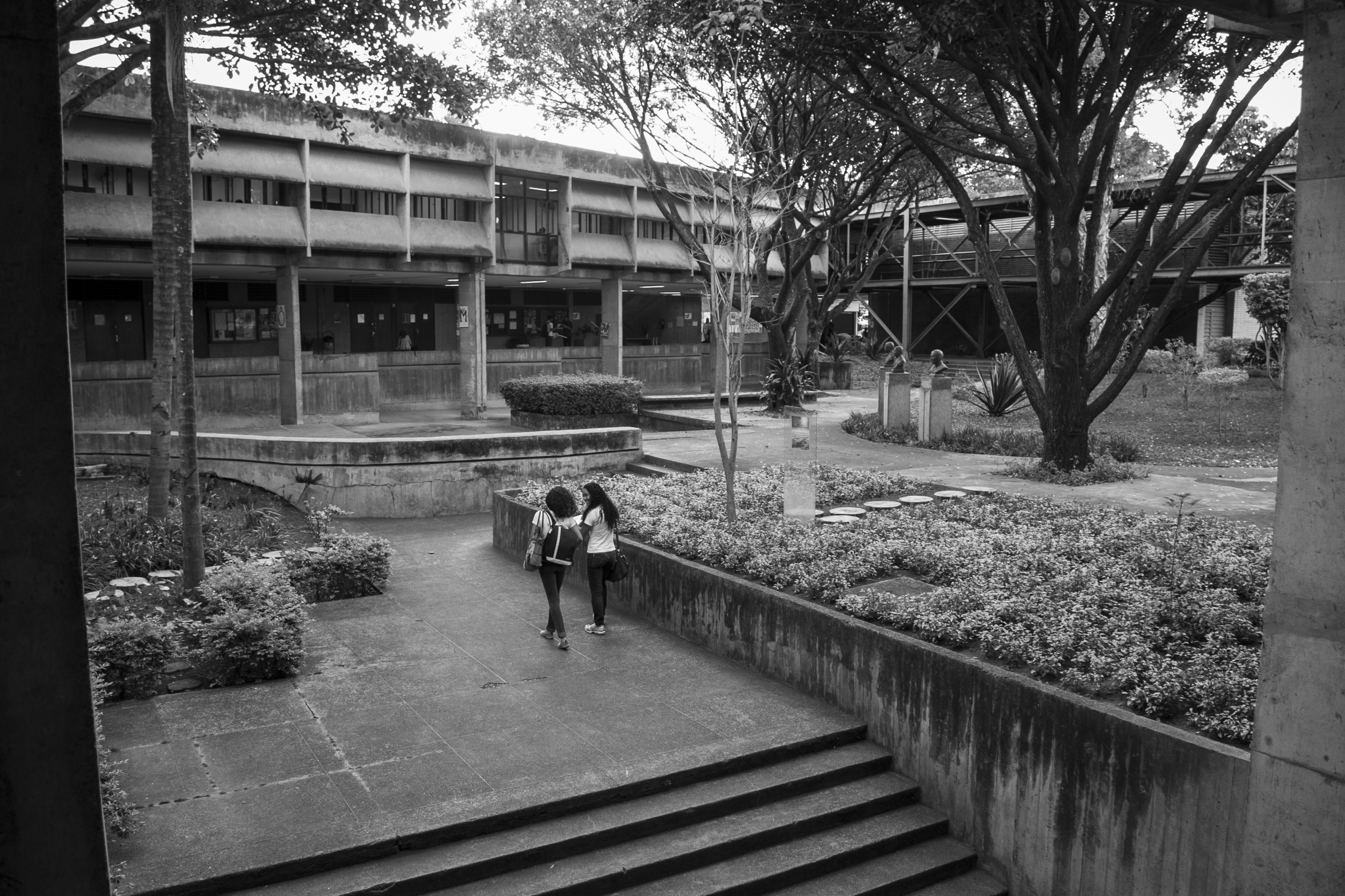
A Faculdade de Direito.

#### Outros
- A Concha Acústica, parte do Instituto de Artes (IdA), construída em 1982.
- O Centro de Excelência em Turismo (CET), construído entre 1986 e 1989.
- Os Pavilhões Multiusos I e II foram construídos em 1986, sendo que o I ficou no lugar da destruída OCA I.
- O Centro de Desenvolvimento Sustentável (CDS), aberto em 2012.
- O Protótipo, uma célula habitacional em concreto armado proposta por Oscar Niemeyer em 1962, a qual teve uma única unidade, com pré-fabricação detalhada por João Filgueiras Lima, o Lelé, executada, abrigando atividades de comércio e serviço na atualidade.
- O prédio da Associação dos Aposentados da FUB (APOSFUB) e a Associação dos Ex-Alunos da UnB (ExUnB), concluído em 2005, com projeto de Aleixo Furtado.
- O Castelo D’água, um reservatório de água desativado, construído entre 1978 a 1979 e projetado por Maurício Azeredo e Matheus Gorovitz. Tem capacidade de 235 mil litros no reservatório superior e de 1.065 mil litros no inferior.
- A Gerência Regional de Brasília (Gereb) da Fundação Oswaldo Cruz (FIOCRUZ), aberta em 2010.

### Setor Norte

#### Faculdade de Direito (FD)
O prédio em forma de U e com pátio interno rebaixado era da Faculdade de Estudos Sociais Aplicados (FA), que foi reformulada, e o prédio, que foi aberto em 1982, ficou com a Faculdade de Direito. O projeto é de Matheus Gorovitz, com a colaboração Maurício Azeredo.

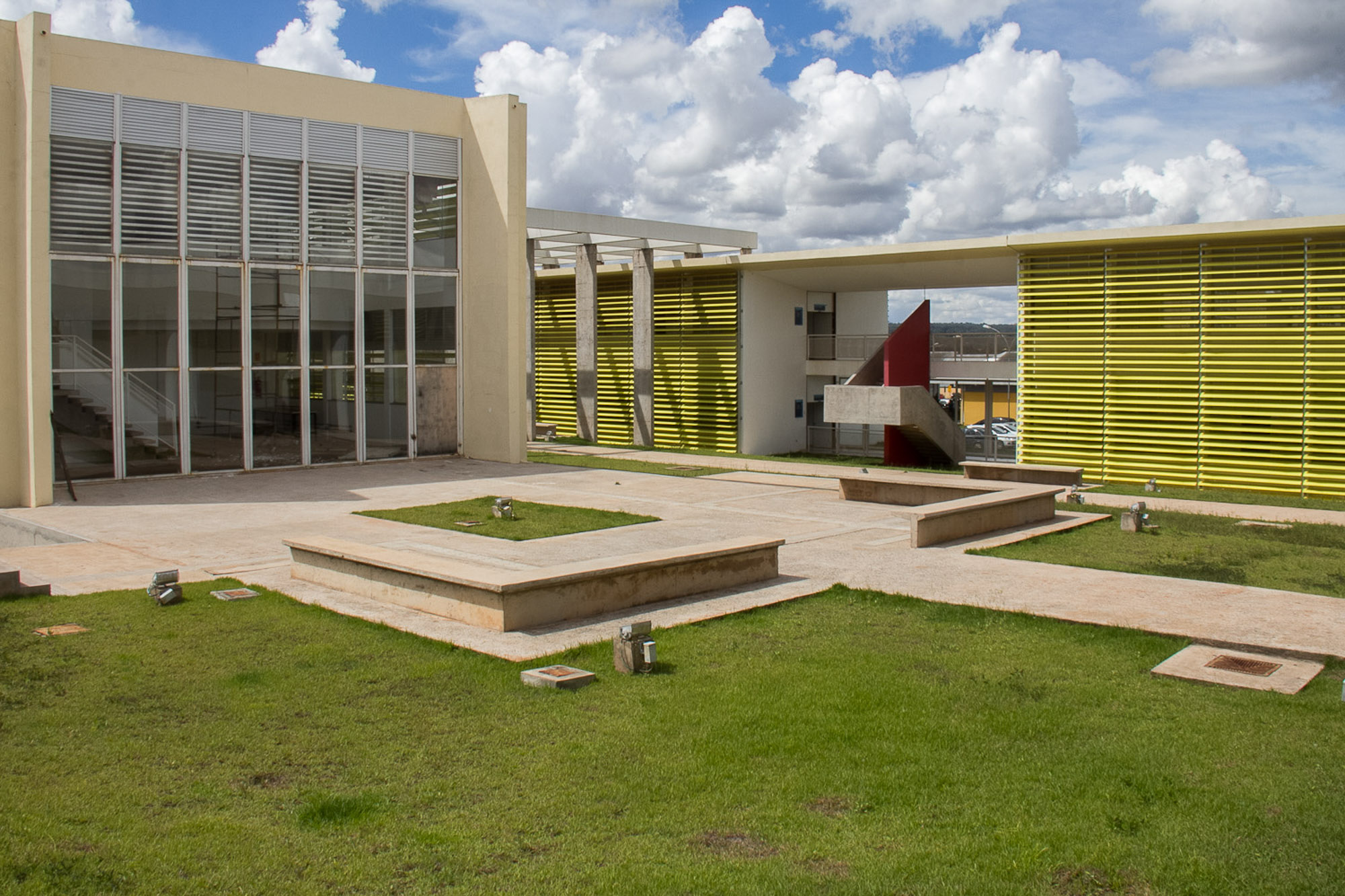
A Faculdade de Economia, Administração e Contabilidade.

#### Faculdade de Economia, Administração e Contabilidade (FACE)
Aberto em 2012, seu projeto foi feito em 1994 por Adalberto Vilela, Andrey Rosenthal Schlee, Cláudia da Conceição Garcia, Fabiano Gonçalves de Castro e Márcio Albuquerque Buson.

#### Blocos de Salas de Aula
Dois blocos voltados a salas de aulas ficam no Setor Norte: o Bloco de Salas de Aula Norte (BSAN) e o Bloco de Salas de Aula Norte Eudoro de Sousa (BAES), ambos projetados por Alberto Alves de Faria, Fabiana Couto Garcia e Fátima Lauria Pires. O primeiro foi aberto em 2011, e o segundo em 2015.

#### Prefeitura do Campus (PRC)
Formada por conjunto de pequenos blocos de um pavimento, ica na Via L3 Norte, servindo as atividades administrativas e de manutenção. Tem também um viveiro.

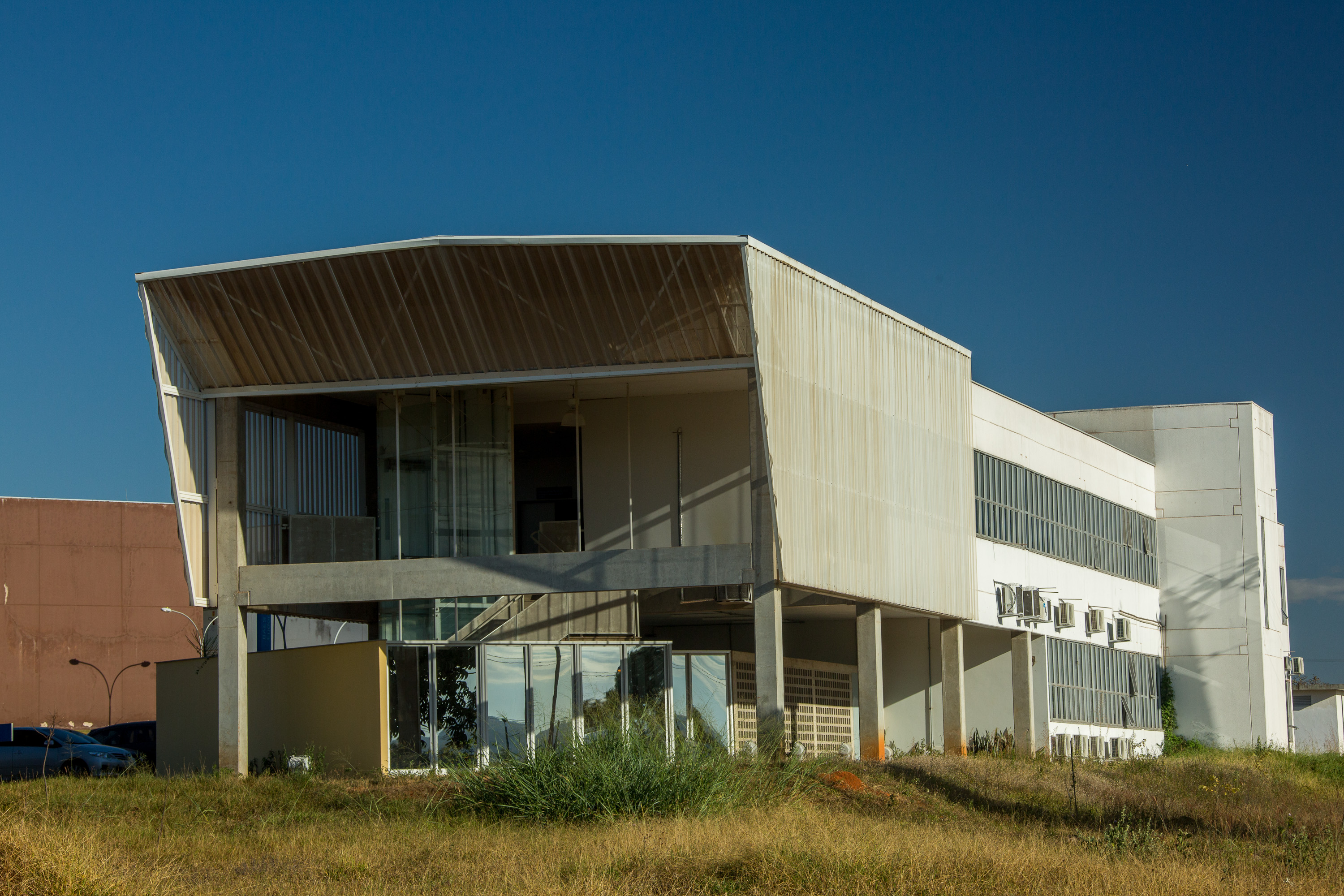
O Bloco Eudoro de Sousa (BAES).

#### Outros
- O galpão da Secretaria de Gestão Patrimonial (SGP).
- O Posto Ecológico, construído em 1998.
- A sede da Associação dos Servidores da Fundação Universidade de Brasília (ASFUB), aberta em 2003.
- O Centro Brasileiro de Pesquisa em Avaliação e Seleção e de Promoção de Eventos (CEBRASPE/CESPE), aberto em 2006.
- O Centro de Convivência Negra, construído em 1998.
- O Centro de Referência e Recuperação de Áreas Degradadas (CRAD), aberto em 2012.
- Pavilhão Anísio Teixeira (PAT) e Pavilhão João Calmon (PJC), construídos entre os anos de 1999 e 2000, abrigam salas de aula. Seu projeto foi feito por Cláudio Queiroz.

### Setor Sul

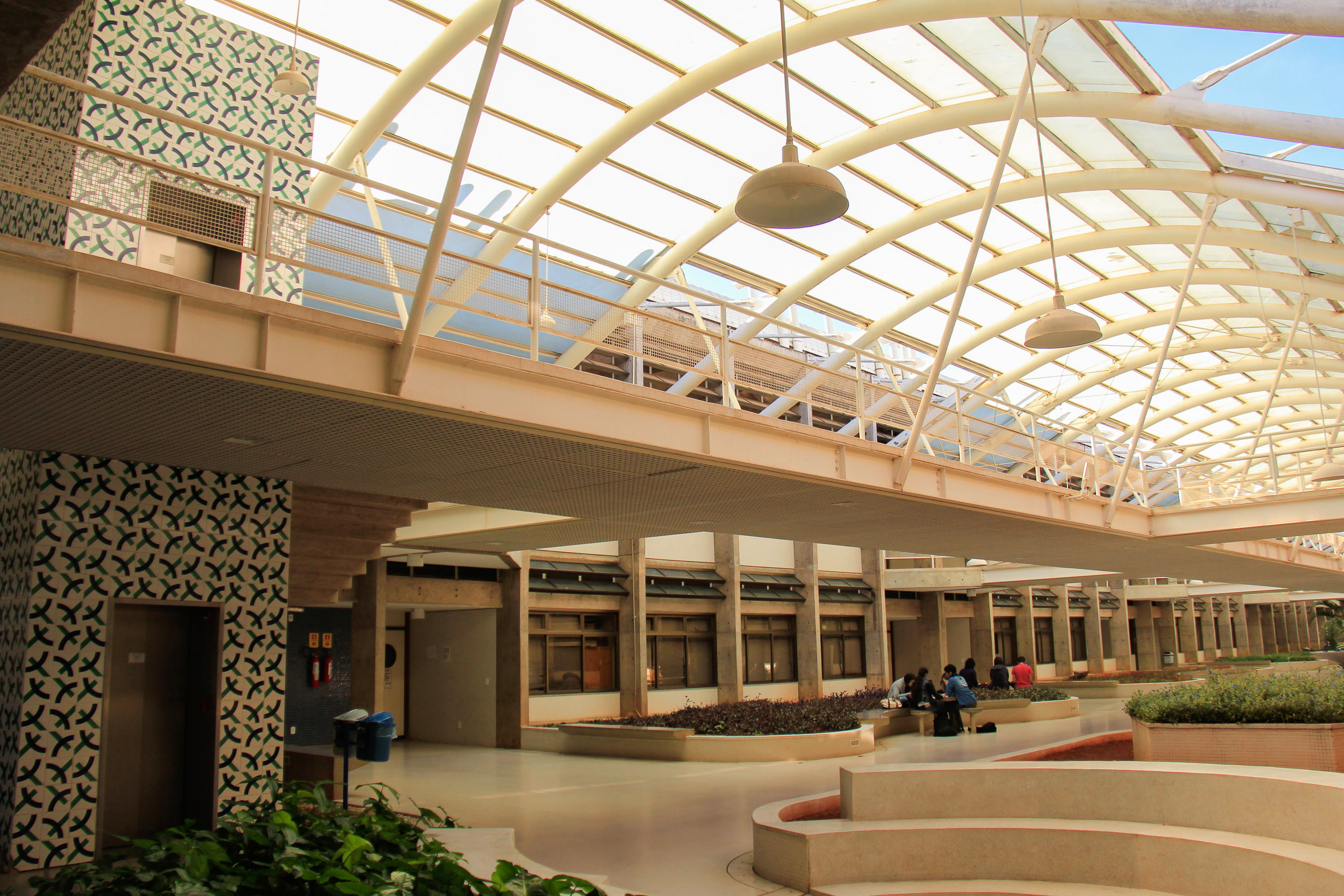
O Instituto de Química (IQ)

#### Instituto de Ciências Biológicas (IB)
O IB foi inaugurado em 2009. Seu projeto foi feito por uma equipe liderada por Frederico Flósculo Pinheiro Barreto em 2004. 

#### Instituto de Química (IQ)
O IQ abriu em 2008. Seu projeto foi feito por uma equipe liderada por Aleixo Anderson Furtado em 2005.

#### Faculdade de Medicina (FM) e Faculdade de Ciências da Saúde (FS)
O edifício que sedia as duas faculdades é constituído por três blocos intercalados com jardins, tendo sido projetado por Érico Paulo Siegmar Weidle e Adilson Costa Macedo em 1973 e construído entre 1978 e 1980. Também fica no Setor Norte o Núcleo de Medicina Tropical (NMT). 

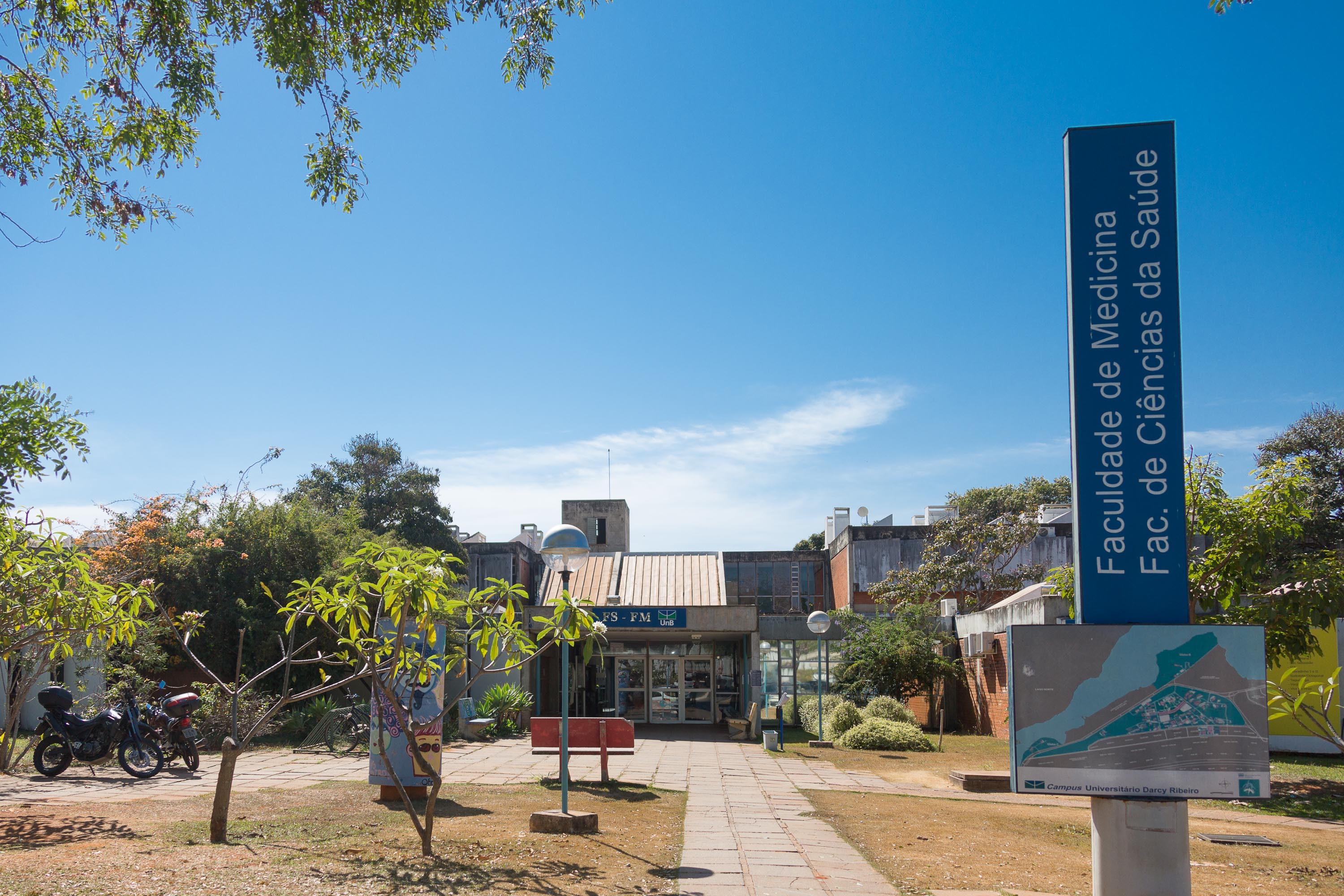
A Faculdade de Medicina (FM) e a Faculdade de Ciências da Saúde (FS).

#### Bloco de Salas de Aula
O Setor Sul conta com apenas um Bloco de Salas de Aula. O Bloco de Salas de Aula Sul Luiz Fernando Gouvêa Labouriau (BSAS) foi aberto em 2012, e seu projeto é de Alberto Alves de Faria e Vanessa Bhering com colaboração de Cristine Autran e Alexandre Silva.

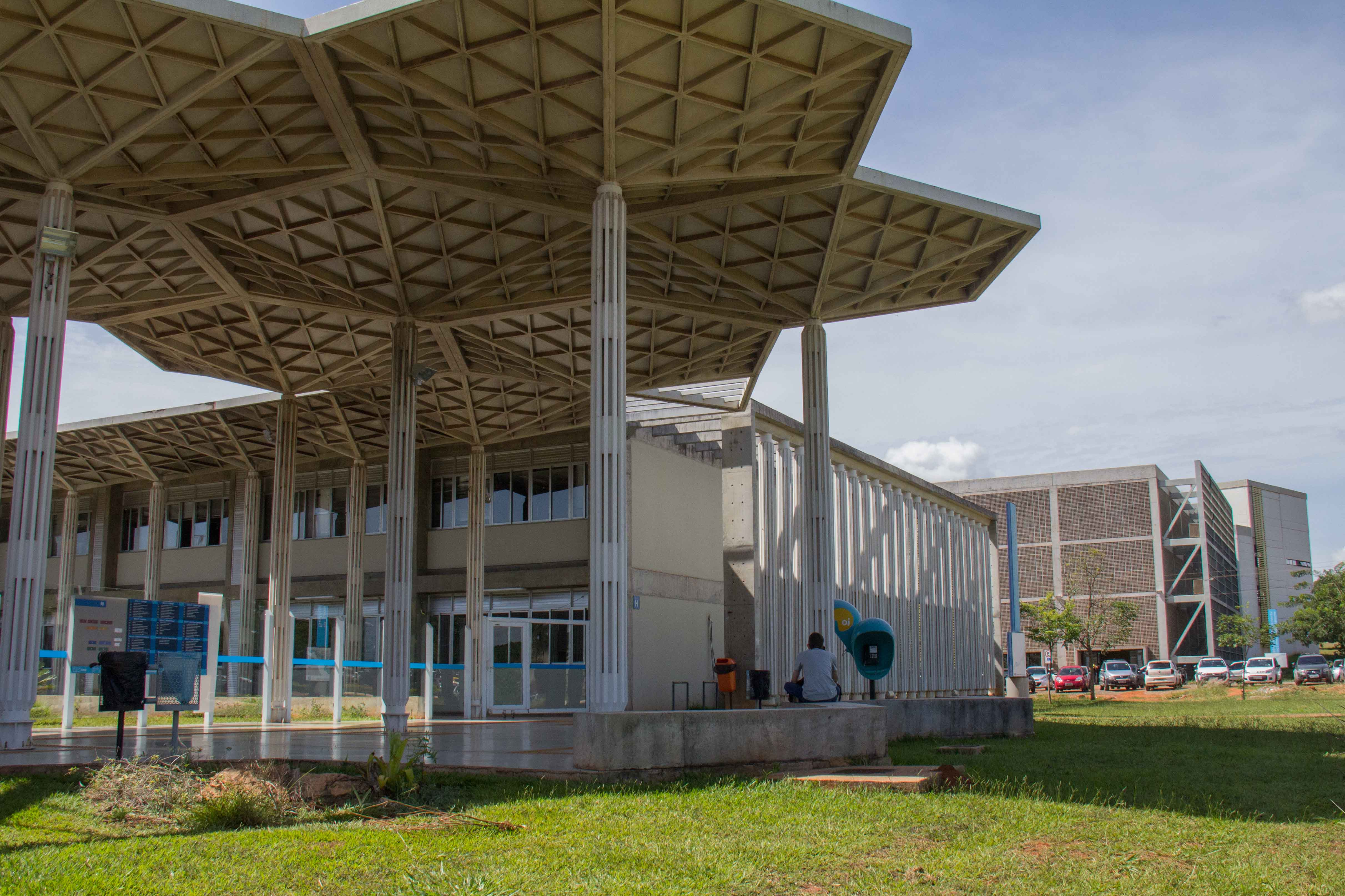
O Instituto de Ciências Biológicas (IB).

#### Outros
- A empresa Autotrac, construída entre 1993 e 1994.
- O Centro de Desenvolvimento Tecnológico (CDT), aberto em 2008.
- O Centro de Atendimento e Estudos Psicológicos (CAEP) aberto em 2015.
- O Centro de Informática (CPD), aberto em 2012.
- O Centro de Formação de Recursos Humanos em Transportes (CEFTRU), construído em 1997.
- A Fundação de Empreendimentos Científicos e Tecnológicos (FINATEC), construída entre 1996 e 1997.

### Centro Olímpico (CO)

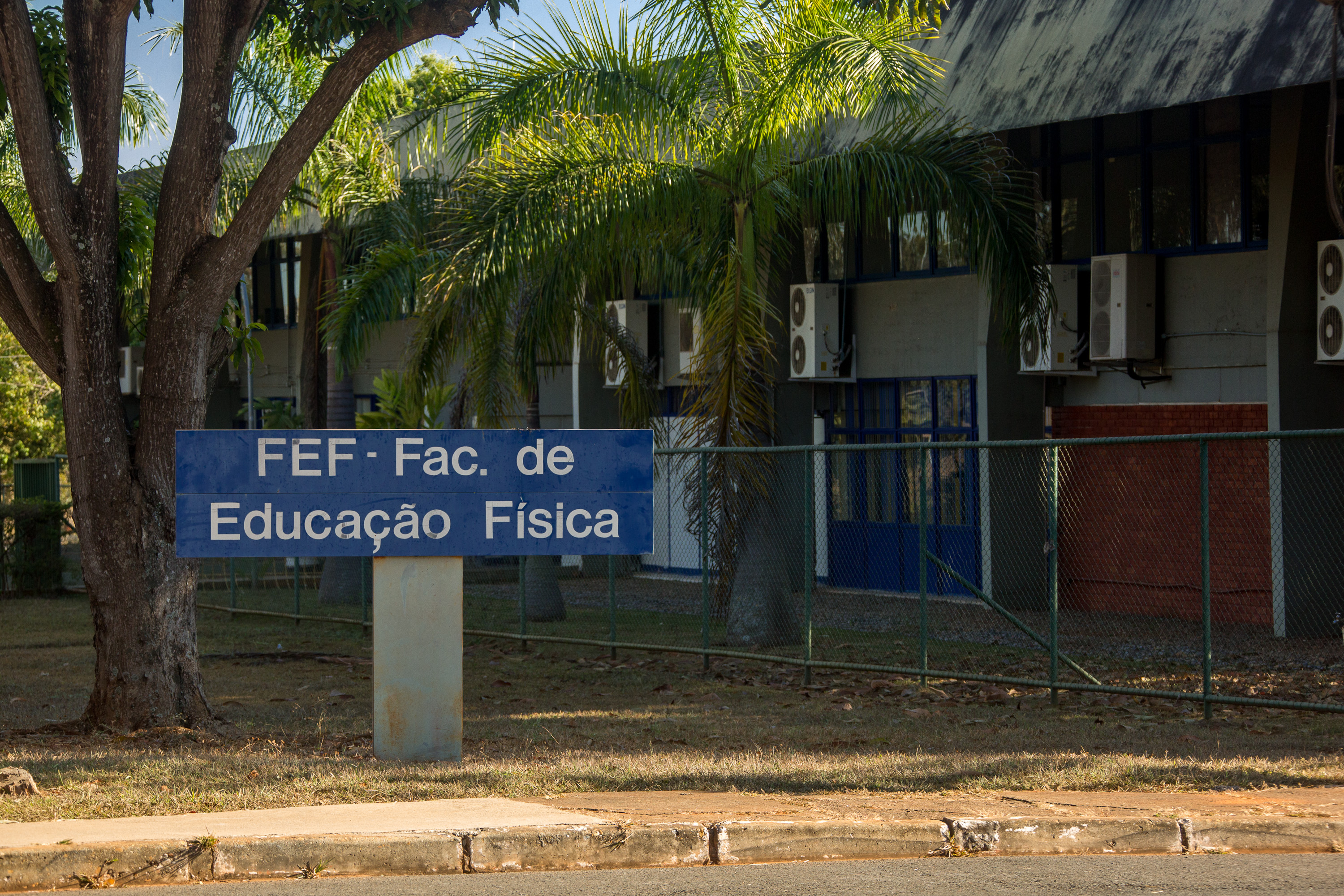
A Faculdade de Educação Física.

Originalmente chamado Centro Olímpico da Juventude de Brasília (COJB), teve sua área, junto ao Lago Paranoá, anexada ao campus em 1964 e sua construção feita nos anos 1970. O projeto foi feito em 1969 por Márcio Vilas Boas e Ricardo Libanez Farret, abrigando ginásio poliesportivo, quadras de esportes, centro aquático e depósito de atletismo.

#### Faculdade de Educação Física (FEF)
A Faculdade de Educação Física foi projetada também por Márcio Villas Boas e Ricardo Libanez Farret e construída entre os anos de 1972 e 1974 junto ao Centro Olímpico.

### Setores habitacionais

#### Casa do Estudante Universitário (CEU)
Faz parte do setor residencial para estudantes. Projetada por Léo Bonfim Júnior e Alberto Fernando Xavier, com a colaboração de Sólon Leão P. de Souza e paisagismo de José Paulo de Bem em 1968, ficam próximos ao Centro Olímpico (CO) - originalmente, os estudantes ficariam na "Colina" junto com os professores, mas decidiu-se por deixar os estudantes mais perto dos locais de esporte. Os dois blocos, construídos em 1970, são de apartamentos duplex sobre pilotis e estão em uma área verde.

#### Colina
É o setor destinado para as habitações de professores. O projeto dos quatro primeiros blocos, de A a D, é de João da Gama Filgueiras Lima, o Lelé, com uma técnica engenhosa e pioneira envolvendo pré-moldagem parcial para a construção dos edifícios. Os blocos, concluídos em 1963, tem três pavimentos sobre pilotis, e são chamados de Colina Velha para diferenciar dos seis blocos construídos em 1988. Os blocos da chamada Colina Nova, de E a J, foram projetados por Paulo Marcos Paiva de Oliveira.
A Colina também é famosa pelo grupo de jovens que se tornaria famoso em todo o país, a Turma da Colina, que formaram bandas como Legião Urbana e Capital Inicial.

### Setor Apoio

#### Centro Comunitário Athos Bulcão
Projetado em 1999 por Frederico Carvalho, Silvano Pereira, Leandro Drumond Marques, Mona Lisa Lobo de Souza Choas e Joyce Mendonça, é um grande local de eventos, com capacidade para 2000 pessoas sentadas, coberto com estrutura de membrana tensionada.. Foi aberto em 2001.

#### Outros
- Biotério Central, projetado por Humberto Kaulino e construído entre 1969 e 1970, fica junto do Hospital Veterinário.
- A Fábrica-Escola de Química (FEsQ), também junto do Hospital Veterinário.
- Dois depósitos de Materiais Tóxicos e o depósito de Radiosótopos, também juntos do Hospital Veterinário.
- O Galpão TECBOR, que abriga as atividades da Tecnologia Alternativa para Produção de Borracha na Amazônia (TECBOR).
- Almoxarifado Central: um prédio de apoio construído em 1998, projetado por Maria do Carmo Thormann a partir de um sistema de João Filgueiras Lima, o Lelé.